# Racconto di due stagioni
Racconto di due stagioni (Kuru otlar üstüne) è un film del 2023 diretto da Nuri Bilge Ceylan.
È stato presentato in concorso al 76º Festival di Cannes.

## Trama
Samet, un giovane insegnante d'arte di Istanbul, svolge il servizio civile in un remoto villaggio dell'Anatolia. Dopo aver insegnato per quattro anni in una scuola locale, lui e il suo collega Kenan affrontano accuse di molestie sessuali da parte di due studenti. Samet trova difficile comprendere queste accuse e perde ogni speranza di sfuggire alla squallida vita di provincia, finché non incontra Nuray, anch'essa un'insegnante.

## Distribuzione
Il film è stato presentato in anteprima il 19 maggio 2023 in concorso al 76º Festival di Cannes.
Viene distribuito in Italia da Movies Inspired il 20 giugno 2024.

## Accoglienza

### Incassi
Il film ha incassato poco più di 2,3 milioni di dollari.

### Critica
Simone Emiliani su Sentieri Selvaggi assegna al film un punteggio di 4.2 stelle su un massimo di cinque e scrive che si tratta di un film «che prima ti aspetta, ti lascia scegliere cosa ascoltare e guardare e poi ti coinvolge e cattura. Coerente con tutto il cinema del regista turco ma stavolta c’è una marcia in più.»

## Riconoscimenti
- 2023 – Festival di Cannes[10]
  - Prix d'interprétation féminine a Merve Dizdar
  - In concorso per la Palma d'oro
- 2024 – Premio Lumière[11]
  - Candidatura per la migliore coproduzione internazionale